# Meriwether Lewis
Meriwether Lewis (n. 18 august 1774, Virginia, SUA – d. 11 octombrie 1809, Tennessee, SUA) a fost un militar  american, călător și explorator al Americii de Nord, iar ulterior, spre sfârșitul vieții sale, guvernator al teritoriului Louisiana.  Ca secretar al președintelui Thomas Jefferson, i se încredințează, de către acesta, conducerea împreună cu William Clark, a unei importante expediții de explorare a nord-vestului Statelor Unite, pentru găsirea unei posibile căi de navigație între Munții Apalași și Oceanul Pacific. Explorează fluviul Mississippi până la Saint Louis, Missouri, apoi urcă spre izvoarele râului Missouri pe care le descoperă, le cartografiază  și descrie marea cascadă Great Falls. După ce a traversat Munții Stâncoși (lanțul Bitterroot), a navigat pe Snake River și pe fluviul Columbia până la gura sa de vărsare, traversând continentul de la est la vest. (peste 2.500 km) 